# Оулавссон, Йоузеф
Йо́узеф О́улавссон Джле́йисхейджг (фар. Jósef Ólavsson Gleðisheygg; род. 15 ноября 2007 года в Норагёте, Фарерские острова) — фарерский футболист, защитник клуба «Викингур».

## Клубная карьера
Йоузеф является воспитанником системы «Викингура» из родной Норагёты. В 2024 году защитник был переведён в «Викингур II», за который дебютировал во взрослом футболе: 19 апреля он отыграл 6 минут в матче первого дивизиона против второй команды клаксвуйкского «КИ». 24 мая Йоузеф забил первый мяч в карьере, поразив ворота резервного состава столичного «ХБ». Всего в своём дебютном сезоне на взрослом уровне защитник принял участие в 13 встречах в рамках первой фарерской лиги, отметившись в них 4 забитыми голами.
В сезоне-2025 Йоузеф был переведён в первый состав «Викингура» и провёл с командой предсезонную подготовку. 1 марта он дебютировал за родную команду, заменив Одни Атласона на 81-й минуте матча Суперкубка Фарерских островов против клуба «ХБ».

## Международная карьера
Йоузеф представляет Фарерские острова на юношеском уровне. В 2023 году он дебютировал в составе юношеской сборной Фарерских островов (до 17 лет), приняв участие в 4 международных матчах. С 2024 года защитник является членом юношеской сборной Фарерских островов до 19 лет и имеет на своём счету 2 сыгранные встречи.